# 松永製菓
松永製菓株式会社は、愛知県小牧市に本社・工場を構えるビスケットの製造・販売会社である。しるこサンドを主力ブランドに、東海地区を中心に全国のスーパーマーケット・コンビニエンスストア・ドラッグストアにて展開している。また、1960年代に中京圏で有名だったインスタントラーメンの「 トノサマラーメン 」を販売していた松永食品(1968年に倒産)は松永製菓と同族会社であった。

## 沿革
- 1938年（昭和13年） - 名古屋市西区にて創業。キャラメル製造開始[1]。
- 1951年（昭和26年） - 株式会社設立[1]。
- 1956年（昭和31年） - ビスケット製造開始[1]。
- 1960年（昭和35年） - 小牧市に工場を建設[1]。
- 1966年（昭和41年） - しるこサンド発売[1]。
- 1970年（昭和45年） - 小牧市に本社を移転。工場敷地内にボウリング場（小牧国際ボウル）建設[1]。
- 1983年（昭和58年） - 工場敷地内にゴルフ練習場（国際ゴルフクラブ）建設[1]。
- 1988年（昭和63年） - 創業50周年[1]。
- 2006年（平成18年） - ISO14001 環境マネジメントシステム認証取得。
- 2015年（平成27年） - 工場敷地内に直営店「あん・びすきゅい」オープン。生しるこサンド発売[3]。
- 2016年（平成28年） - しるこサンド発売５０周年[1]。
- 2018年（平成30年） - ISO22000 食品安全マネジメントシステム認証取得。小牧国際ボウル、あん・びすきゅい閉鎖。
- 2020年（令和  2年） - 国際ゴルフクラブ閉鎖。
- 2020年（令和  2年） - 小牧国際ボウル敷地内に存在した、工場直売店の一時休業。
- 2021年（令和  3年） - FSSC22000 食品安全マネジメントシステム認証取得。
- 2024年（令和  6年） - 本社向かいに「松永製菓ファクトリーストア シルコッテ」をオープン。

## 本社・工場および事業所

### 本社・工場
所在地：愛知県小牧市大字西之島330番地

### 事業所
東京営業所
所在地：東京都千代田区神田平河町1番地 第3東ビル708号室
大阪営業所
所在地：大阪府大阪市淀川区西中島7-1-20 第1スエヒロビル205号室

## 商品
- しるこサンド[4]
- しるこサンドスティック[4]
- しるこサンドクラッカー[4]
- カクテルサンド[4]
- シガービスケット[4]
- あにまるきっど[4]　　　　　など